# Черенков, Юрий Дмитриевич
Юрий Дмитриевич Черенков (укр. Юрій Дмитрович Черенков; 17 апреля 1958, Николаевская область — 9 января 2020, Запорожье) — советский и украинский футболист, выступал на позиции защитника. Большую часть карьеры провёл в «Металлурге» (Запорожье) и «Буковине» (Черновцы). Провёл более 500 официальных матчей в составе различных команд, играл под руководством таких известных тренеров, как Александр Томах, Ефим Школьников, Владимир Онисько, Евгений Лемешко.

## Биография
В футбол начал играть в 1978 году в хмельницком «Подолье» во второй союзной лиге. В 1980 году был приглашён в запорожский «Металлург», в составе которого провёл более 200 матчей в первой лиге чемпионата СССР.
В 1987 году перешел в черновицкую «Буковину», в составе которой в сезоне 1988 стал победителем чемпионата УССР. Защищал цвета буковинской команды до 1990 года и провёл свыше 100 матчей.
Также играл за команды «Кривбасс» (Кривой Рог), «Торпедо» (Запорожье), «Ведрич» (Речица), «Виктор» (Запорожье) и мини-футбольный коллектив «Лианда» (Запорожье), с первыми становился победителем Первой лиги Украины.
После завершения карьеры игрока работал в цехе «Запорожстали». В составе запорожской 55-й бригады проходил службу на Донбассе. Ушёл из жизни в январе 2020 года.

## Достижения

### Командные
«Буковина» (Черновцы)
- Победитель чемпионата УССР: 1988
- Серебряный призёр чемпионата УССР: 1989
- Победитель Второй лиги СССР: 1990

«Торпедо» (Запорожье)
- Победитель чемпионата УССР: 1990

«Кривбасс» (Кривой Рог)
- Победитель Первой лиги Украины: 1992